# Cina del Nord

Regione settentrionale della Repubblica Popolare Cinese

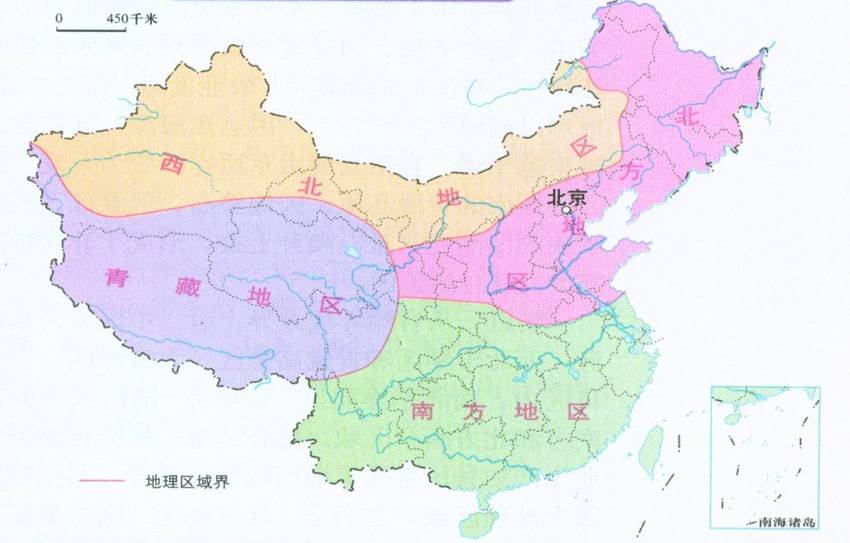
Un'altra definizione più ampia di Cina del Nord (in rosa)

La Cina del Nord (華北T, 华北S, HuáběiP; letteralmente "nord della Cina"), nota anche come Cina settentrionale o Nord della Cina, è una regione geografica della Cina, che giace a nord della linea di Qinling Huaihe.

La linea di Qinling Huaihe separa la Cina nelle sue regioni settentrionale e meridionale

Il cuore della Cina è la pianura della Cina del Nord, o pianura del Fiume Giallo. La Cina del Nord di solito è ristretta alla parte settentrionale della Cina propria (Cina Interna ed esclude lo Xinjiang e spesso la Manciuria e la Cina del Nordest.
La vasta regione della Cina dalla valle del Fiume Giallo a sud del Fiume Azzurro fu il centro degli imperi cinesi e la patria della civiltà confuciana. Storicamente, la lingua usata in quest'area era il cinese antico delle dinastie Xia, Shang, Zhou e Han. Nella preistoria e nella storia iniziale, la pianura (l'Henan in particolare) è considerata l'origine della civiltà cinese nella storia cinese ufficiale. 
La domesticazione del riso si originò in quest'area almeno 9.000 anni fa, sebbene più tardi nella storia cinese subentrò la coltivazione del frumento quando i suoli furono salassati dagli arrivi dei Mongoli e dei Manciù dal Nord, che influenzarono grandemente l'area dal punto di vista culturale, politico, linguistico e genetico, mentre i primi abitanti e i loro discendenti migrarono a sud del Fiume Azzurro per fuggire dall'invasione dei barbari. I rifugiati fuggono dall'area fin dal crollo della dinastia Han ad opera di Qinshihuang, specialmente la famiglia reale. La famiglia imperiale, come anche le famiglie dei soldati, formarono la migrazione hakka, tutte al fine di sfuggire le persecuzioni delle nuove dinastie di barbari.
Nei tempi moderni, l'area è mutata in termini di composizione linguistica, culturale, sociopolitica, economica e genetica. Oggigiorno abbracciando un'unica cultura cinese del nord, essa è pesantemente influenzata dal marxismo, dal comunismo, dal leninismo e dai sistemi agricoli sovietici pur preservando una cultura indigena cinese tradizionale. La regione coltiva frunento, e la maggior parte degli abitanti qui oggigiorno parla varianti delle lingue cinesi settentrionali come (mandarino), che include il dialetto di Pechino, che costituisce in gran parte la base del cinese standard (mandarino), la lingua ufficiale della Repubblica Popolare Cinese (RPC), e delle sue varianti "cugine". Anche il cinese jin e il mongolo sono ampiamente parlati a causa della storia politica e culturale dell'area. Diversamente dalla colonia britannica di Hong Kong, dal risveglio di Shanghai come centro finanziario, dalla vecchia capitale imperiale con la Purpurea Città Proibita degli ultimi 24 imperatori cinesi, notà agli occidentali come Pechino, questa è l'antica e storica regione che rimane veramente nel cuore della civiltà cinese. Essa rimane il centro politico, militare e culturale della Repubblica Popolare Cinese.

## Storia
Nella preistoria, la regione fu sede delle culture di Yangshao e di Longshan. L'uomo di Pechino fu trovato vicino all'odierna città di Pechino (Beijing).
Culturalmente la Cina settentrionale include anche lo Shandong e parti settentrionali dell'Anhui e dello Xuzhou.
Decine di milioni di persone sono morte per la fame o per le inondazioni nella Cina settentrionale soprattutto durante la carestia della Cina del Nord del 1876–79 che uccise circa 13 milioni di persone, l'inondazione del Fiume Giallo del 1938 che uccise fino a 800.000 persone, l'inondazione del Fiume Giallo del 1887 che uccise 900.000 persone, la carestia cinese del 1942–43 che uccise 3 milioni di persone e la grande carestia che uccise milioni di persone di lingua mandarina nella Cina settentrionale e nel Sichuan.

## Divisioni amministrative nella RPC
| GB | ISO № | Provincia                                                           | Nome cinese                     | Capitale     | Popolazione¹ | Densità² | Area³     | Abbreviazione/ Simbolo       |
| -- | ----- | ------------------------------------------------------------------- | ------------------------------- | ------------ | ------------ | -------- | --------- | ---------------------------- |
| BJ | 11    | Municipalità di Pechino                                             | 北京市 Běijīng Shì              | Beijing      | 19.612.368   | 1.167,40 | 16.800    | 京 Jīng                      |
| TJ | 12    | Municipalità di Tianjin                                             | 天津市 Tiānjīn Shì              | Tianjin      | 12.938.224   | 1.144,46 | 11.305    | 津 Jīn                       |
| HE | 13    | Provincia dell'Hebei                                                | 河北省 Héběi Shěng              | Shijiazhuang | 71.854.202   | 382,81   | 187.700   | 冀 Jì                        |
| SX | 14    | Provincia dello Shanxi                                              | 山西省 Shānxī Shěng             | Taiyuan      | 35.712.111   | 228,48   | 156.300   | 晋 Jìn                       |
| NM | 15    | Regione autonoma della Mongolia Interna Regione autonoma Nei Mongol | 內蒙古自治区 Nèi Měnggǔ Zìzhìqū | Hohhot       | 24.706.321   | 20,88    | 1.183.000 | 蒙(內蒙古) Měng (Nèi Měnggǔ) |

## Città con area urbana con oltre un milione di abitanti
Capitali provinciali in grassetto.
| #  | Città        | Area urbana | Area distretto | Città propriamente detta | Prov. | Data censimento |
| -- | ------------ | ----------- | -------------- | ------------------------ | ----- | --------------- |
| 1  | Pechino      | 16.446.857  | 18.827.262     | 19.612.368               | BJ    | 01-11-2010      |
| 2  | Tianjin      | 9.562.255   | 11.090.783     | 12.938.693               | TJ    | 01-11-2010      |
| 3  | Taiyuan      | 3.154.157   | 3.426.519      | 4.201.592                | SX    | 01-11-2010      |
| 4  | Shijiazhuang | 2.770.344   | 2.834.942      | 10.163.788               | HE    | 01-11-2010      |
| 5  | Tangshan     | 2.128.191   | 3.187.171      | 7.577.289                | HE    | 01-11-2010      |
| 6  | Baotou       | 1.900.373   | 2.096.851      | 2.650.364                | NM    | 01-11-2010      |
| 7  | Hohhot       | 1.497.110   | 1.980.774      | 2.866.615                | NM    | 01-11-2010      |
| 8  | Datong       | 1.362.314   | 1.737.514      | 3.318.054                | SX    | 01-11-2010      |
| 9  | Handan       | 1.316.674   | 1.445.338      | 9.174.683                | HE    | 01-11-2010      |
| 10 | Baoding      | 1.038.195   | 1.138,p.521    | 11.194.382               | HE    | 01-11-2010      |